# Rostmacka
Rostmacka är ett svensk humorprogram som hade premiär på SVT Play den 17 november 2023. Första säsongen består av sex avsnitt.

## Handling
I serien gör stand-up-artister upp i så kallade roastdueller. I varje avsnitt tävlar två komiker mot varandra. Vem som vinner avgörs av de tre jurymedlemmar som varierar från avsnitt till avsnitt. Programledare är Ahmed Berhan.

## Tävlande
- Avsnitt 1: Petrina Solange mot Christoffer Fernis
- Avsnitt 2: Magnus Betnér mot Henrik Nyblom
- Avsnitt 3: Elinor Svensson mot Anton Magnusson även känd som Mr Cool
- Avsnitt 4: Ola Aurell mot Elvira Gullberg
- Avsnitt 5: Clara Kristiansen mot Tore Kullgren
- Avsnitt 6: Kirsty Armstrong mot Sandra Ilar